# Гросс, Ганс
Ганс Густав Адольф Гросс (нем. Hans Gustav Adolf Groß; 26 декабря 1847 — 9 декабря 1915) — австрийский юрист и учёный-криминалист, один из основоположников науки криминалистики. Отец Отто Гросса.

## Биография
Гросс родился в Граце и закончил Грацский университет. С 1869 по 1897 год Гросс работал судебным следователем в Черновцах. За это время он разработал систему рекомендаций по расследованию преступлений, которая легла в основу фундаментальной работы «Руководство для судебных следователей, чинов жандармерии и полиции» (1893). Хотя Гросс не получил докторской степени, в 1897 году он стал профессором уголовно-исполнительного права в Черновицком университете. В 1902 году Гросс перешёл в Пражский университет, а с 1905 года стал преподавателем университета Граца.
«Руководство» Гросса было сразу переведено на многие европейские языки (так, первый перевод на русский вышел в 1895—1896 годах). Третье издание (1898 год) было озаглавлено автором «Руководство для судебных следователей как система криминалистики». Термин «криминалистика» был придуман Гроссом и в дальнейшем дал название науке о расследовании преступлений. Гросс обобщил полицейский опыт собирания доказательств, описал быт и жаргон профессиональных преступников, применение в следственной деятельности последних научных открытий (например, рентгеновских лучей), а также привёл описание многих уголовных дел. Также Гросс основал первый криминалистический журнал «Archiv für Kriminalanthropologie und Kriminalistik», главным редактором которого был с 1898 года до своей смерти. В 1912 году Гросс основал в Граце Институт криминалистики.